# Centrum Nauki i Edukacji Muzycznej „Symfonia”
Centrum Nauki i Edukacji Muzycznej „Symfonia” – budynek w Katowicach, składający się z sali koncertowej oraz części administracyjnej, położony przy ulicy Wojewódzkiej 33, na terenie dzielnicy Śródmieście. Stanowi on część kompleksu zabudowy Akademii Muzycznej im. K. Szymanowskiego w Katowicach, na który składa się zabytkowy gmach przy ulicy Wojewódzkiej oraz willa przy ulicy Zacisze. Budynek wzniesiono w latach 2005–2007 według projektu pracowni Konior Barysz Architekci / Konior Studio. 

## Historia i projekt
Kompleks Centrum Nauki i Edukacji Muzycznej „Symfonia” został zrealizowany na zlecenie Akademii Muzycznej im. K. Szymanowskiego w Katowicach. Budowa budynku rozpoczęła się w lipcu 2005 roku, a został on oficjalnie otwarty 11 grudnia 2007 roku. Wykonawcą „Symfonii” był Budimex, natomiast łączny koszt prac budowlanych wyniósł około 50 mln złotych.
Projekt budynku powstał w wyniku uzyskania I nagrody w ogólnopolskim konkursie realizacyjnym, a opracowała go pracownia Konior Barysz Architekci (po 2005 roku prace kontynuowano w Konior Studio), której głównymi projektantami byli: Tomasz Konior, Krzysztof Barysz, Andrzej Witkowski i Aleksander Nowacki. Projekt został wykonany w latach 2004–2006.
Inspiracją dla architektów były projekty La Scali w Mediolanie i Sibelius Hall w Lahti, a wyraz stylowy obiektu nawiązuje do architektury miasta Katowice.

## Architektura

### Architektura zewnętrzna

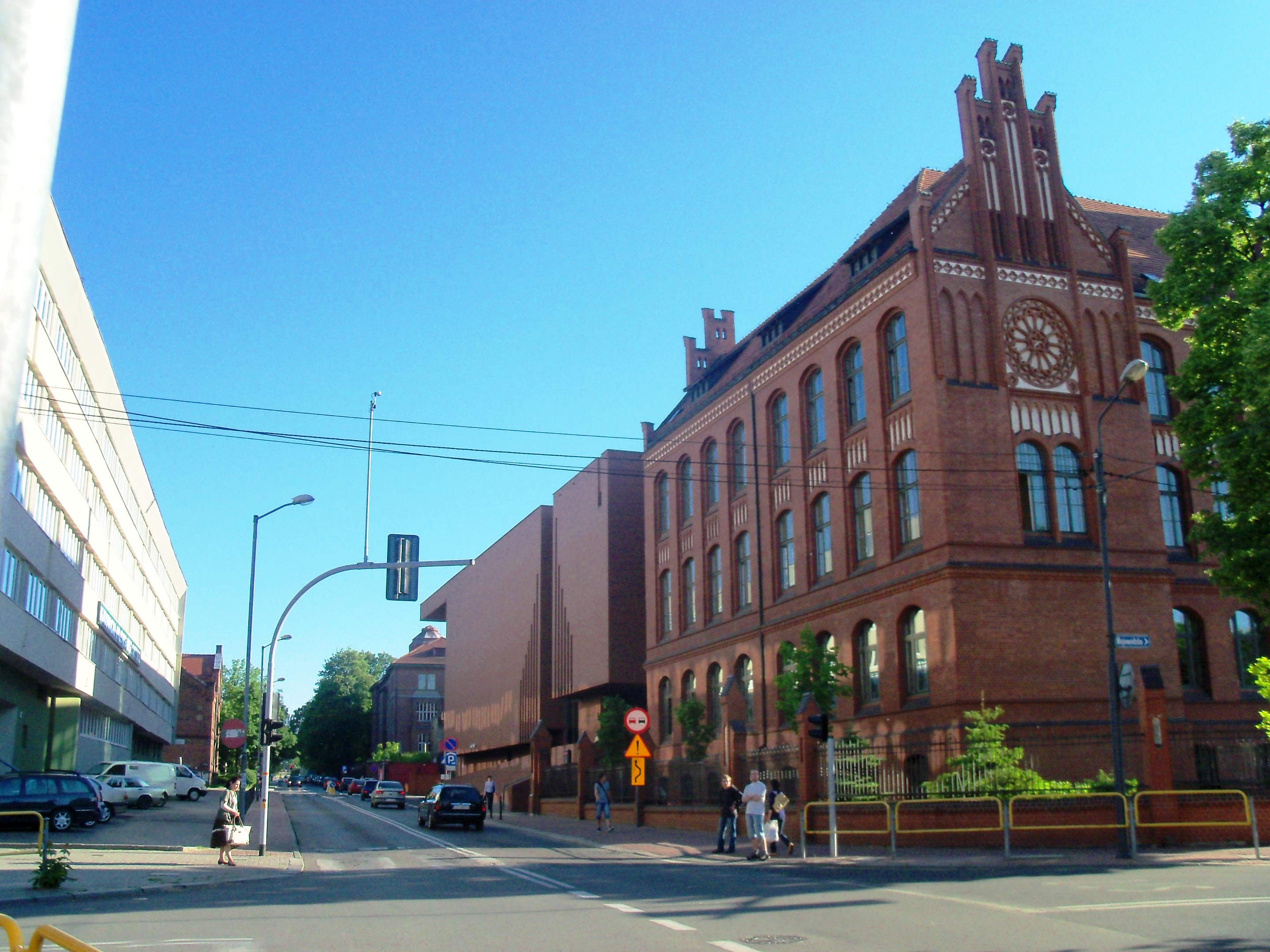
Fragment ulicy K. Damrota; po prawej stronie neogotycki gmach Akademii, a za nim Centrum Nauki i Edukacji Muzycznej „Symfonia”

Centrum Nauki i Edukacji Muzycznej „Symfonia” Akademii Muzycznej im. K. Szymanowskiego w Katowicach zlokalizowane jest na hektarowej działce w ścisłym centrum Katowic, przy ulicy Wojewódzkiej 33 na terenie dzielnicy Śródmieście.
Gmach składa się z dwóch bloków powstałych na rzucie litery „L” pomiędzy ulicami K. Damrota i Zacisze – sala koncertowa i część biblioteczno-administracyjna. Połączono je z dwoma zabytkowymi budynkami Akademii – z willą przy ulicy Zacisze i gmachem przy ulicy Wojewódzkiej. „Symfonia” stanowi jednocześnie rozbudowę istniejącego zabytkowego budynku głównego Akademii, tworząc kontynuację pierzei zabudowy ulicy K. Damrota.
Część biblioteczno-administracyjna ciągnie się wzdłuż tylnej elewacji zabytkowego gmachu Akademii. Jest to prostopadłościenny budynek, który połączono z zabytkowym gmachem w formie przeszklonego atrium, dzięki czemu część neogotyckiej tylnej elewacji znalazła się we wnętrzu kompleksu. Sala koncertowa została usytuowana wzdłuż ulicy K. Damrota. Pomiędzy salą koncertową a częścią administracyjną znajduje się kolejna przeszklona przestrzeń, która ma akcentować zmianę pomiędzy obiema częściami gmachu „Symfonii”.
W „Symfonii” znajdują się dwa wejścia: dla studentów od strony wewnętrznego dziedzińca oraz dla publiczności koncertów od strony ulicy K. Damrota.
Elewacja „Symfonii” została wykonana z cegły, nawiązując w ten sposób do okolicznej zabudowy. Okna są umieszczone w wąskich podłużnych niszach, które stanowią inspirację z detali architektury gotyckiej, a duże płaszczyzny ścian przyozdobiono nieregularnym ornamentem z wysuniętych cegieł.
Powierzchnia całkowita budynku wynosi 9 745 m², powierzchnia użytkowa 7 339 m², powierzchnia zabudowy 2 444 m², a kubatura 50 040 m³. Posiada on trzy kondygnacje nadziemne.

### Architektura wnętrz i wyposażenie

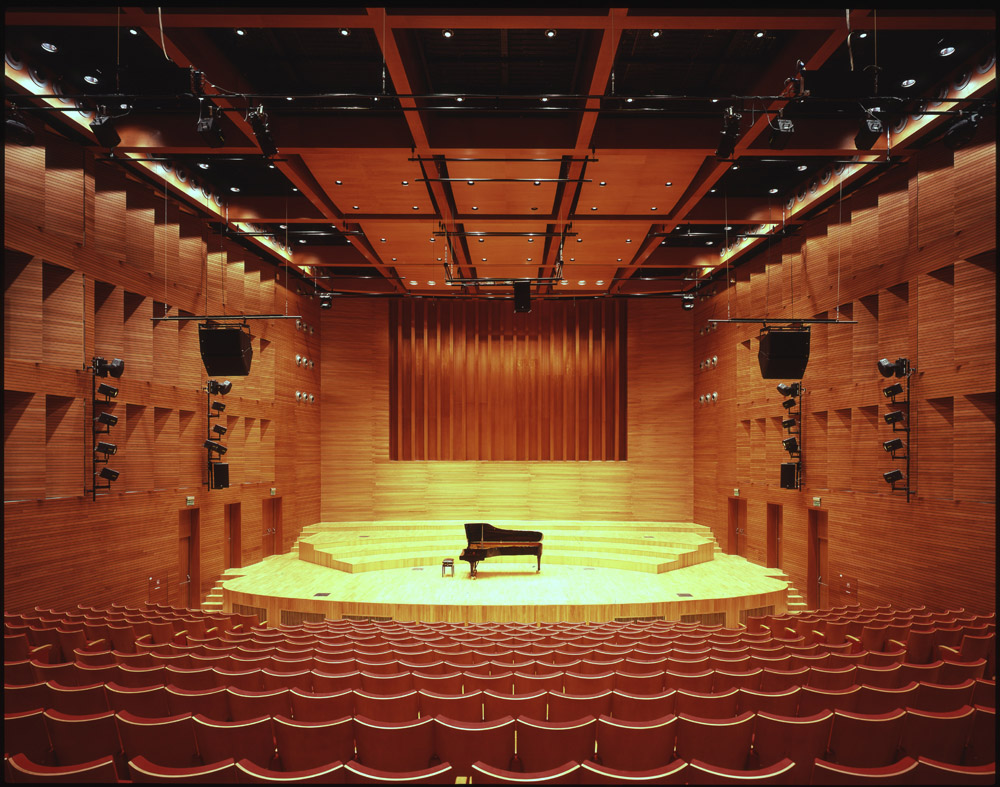
Sala koncertowa „Symfonii”

Pomiędzy nową częścią a starym gmachem Akademii Muzycznej znajduje się przeszklone atrium, tworząc przestrzeń publiczną dla całego założenia architektonicznego kompleksu budynków Akademii, łączącą funkcję foyer, zimowego ogrodu, kawiarni i miejsca spotkań. Znajduje się tu także amfiteatr dla kameralnych koncertów i miejsce wystaw. 
Nowy ze starym budynkiem łączy także na poziomie pierwszego pięta przeszklony łącznik, a na poziomie piwnic korytarz. W kondygnacji podziemnej „Symfonii” zlokalizowany jest natomiast parking na 70 samochodów oraz pomieszczenia techniczne.
Część biblioteczno-administracyjna mieści na piętrach uczelniane komórki: bibliotekę, salę prób, studia nagrań, pomieszczenia administracji, zespół garderób, salę konferencyjną i część hotelową.
Już na etapie konkursu najważniejszym zadaniem było znalezienie rozwiązania dającego najlepszą akustykę sali koncertowej. Zrealizowano projekt sali na 470 miejsc w typie sali dwuprzestrzennej, tj. otoczenie przestrzeni widowni i estrady „przestrzenią wybrzmiewania” z możliwością ich łączenia za pomocą ruchomych drzwi. Sufit akustyczny sali składa się z wewnętrznego rusztu z drewna klejonego częściowo rozpraszającego i częściowo wypełnionego regulowanymi, drewnianymi ekranami. Powyższe rozwiązania pozwoliły na zróżnicowanie warunków pogłosowych we wnętrzu w zależności od rodzaju wykonywanej na sali koncertowej muzyki.
Pod względem budulca we wnętrzu „Symfonii” dominuje cegła uzupełniona betonem. Posadzki w otwartych przestrzeniach zewnętrznych i wewnętrznych wykonano z cegły klinkierowej, a detale ze szkła i stali. Korpus i szkielet sali koncertowej jest wykonany z betonu, a wnętrze z klejonego drewna gruszowego.

## Galeria

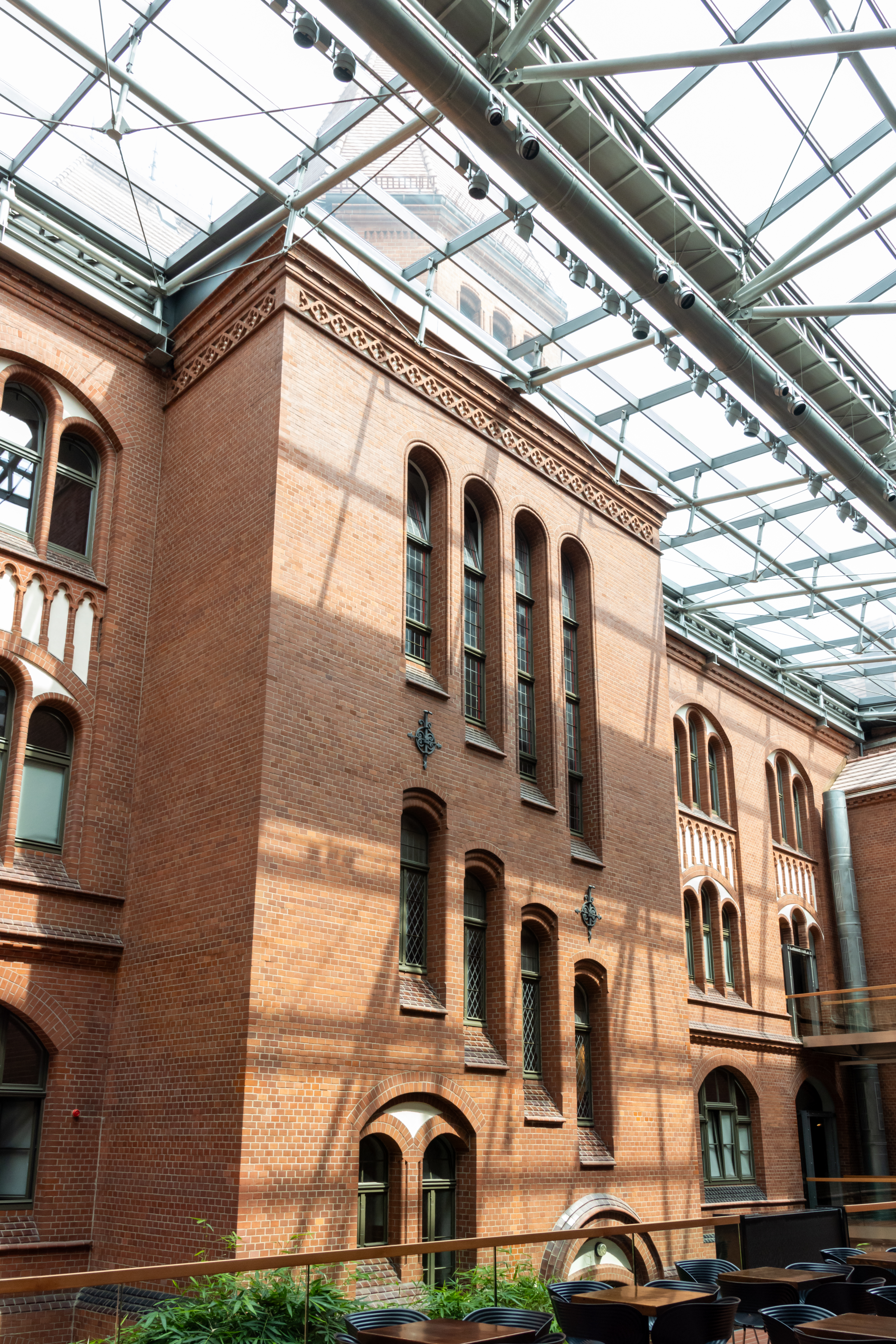
Fragment atrium (2024)
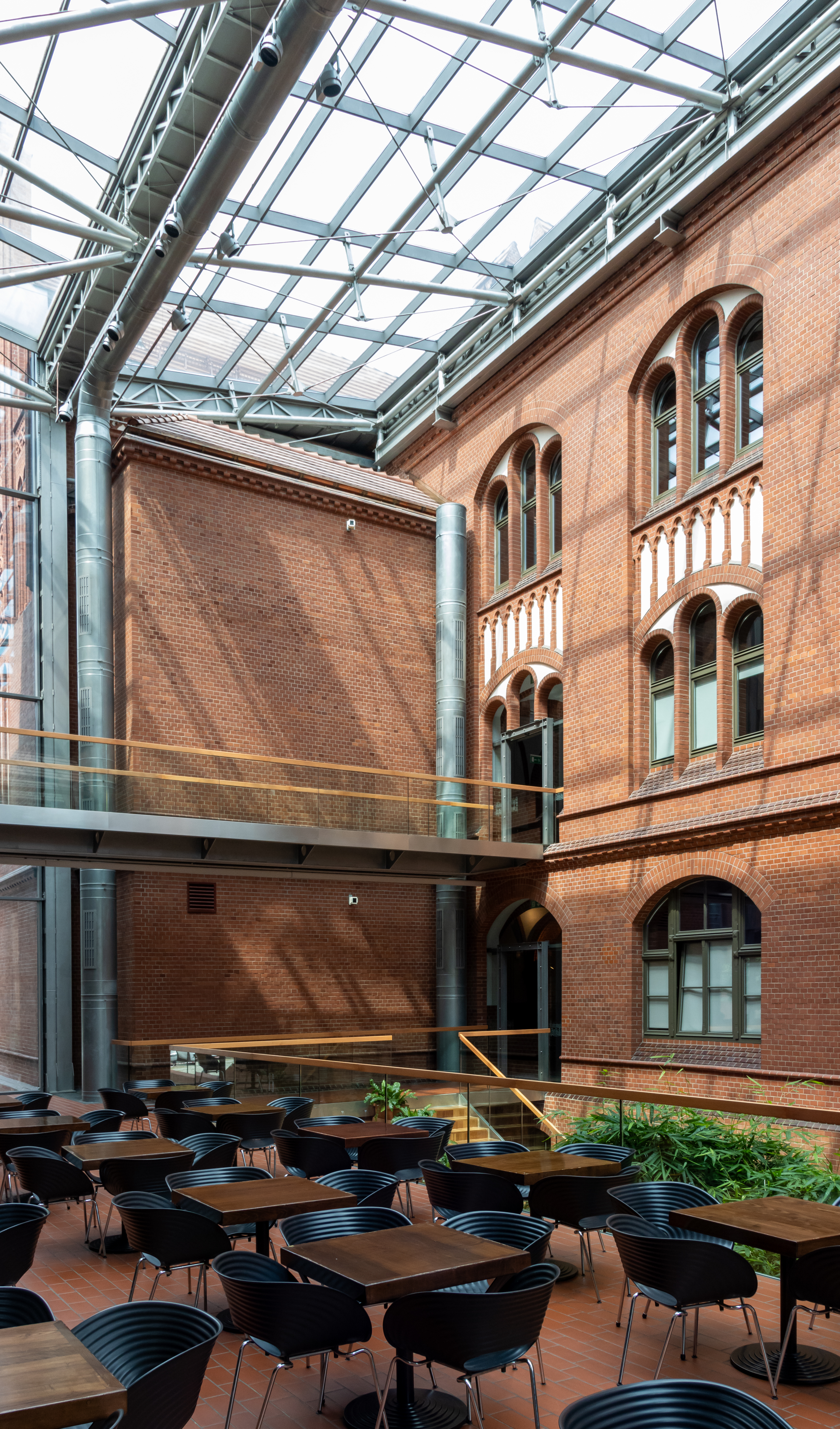
Fragment atrium (2024)
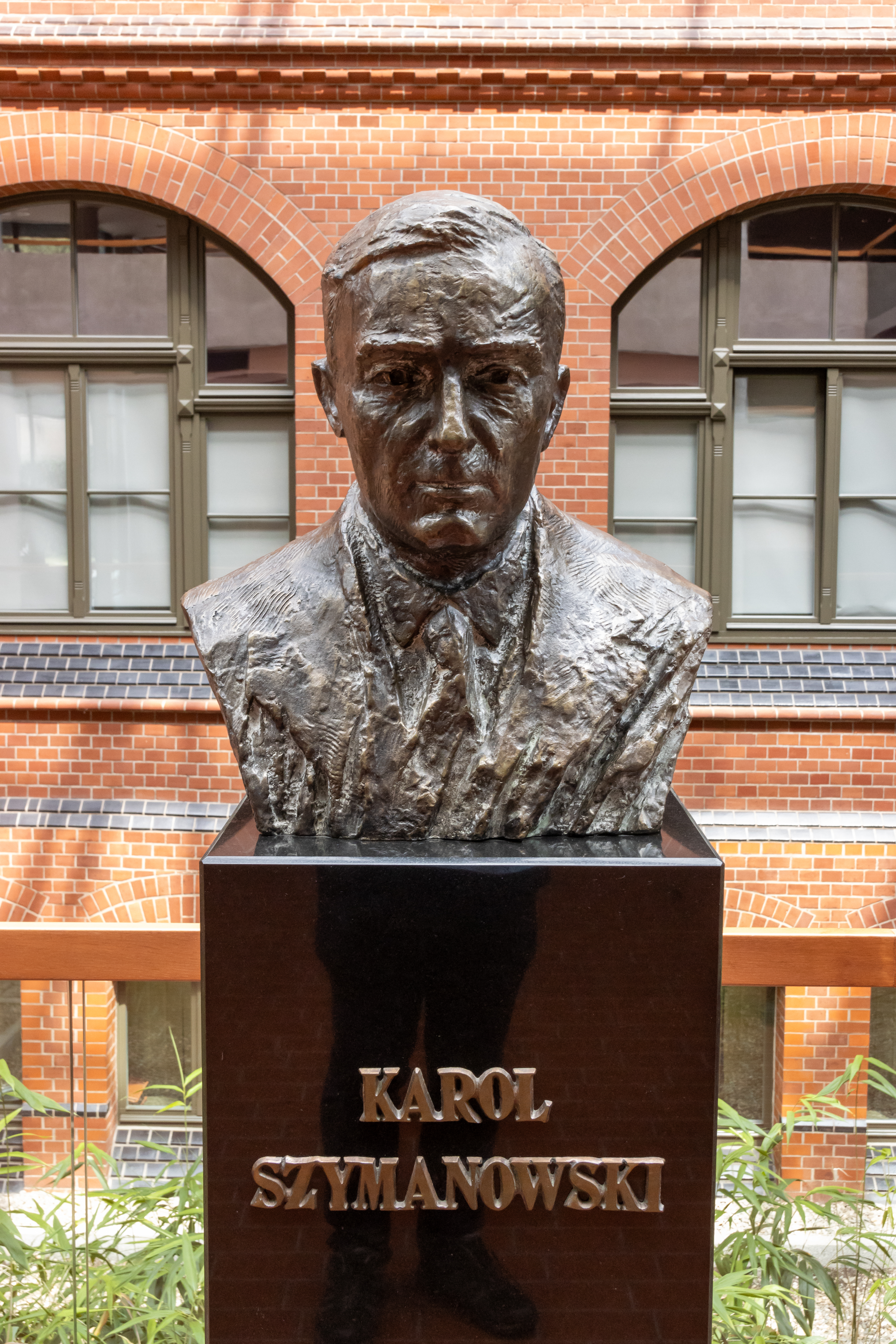
Popiersie Karola Szymanowskiego wewnątrz atrium (2024)
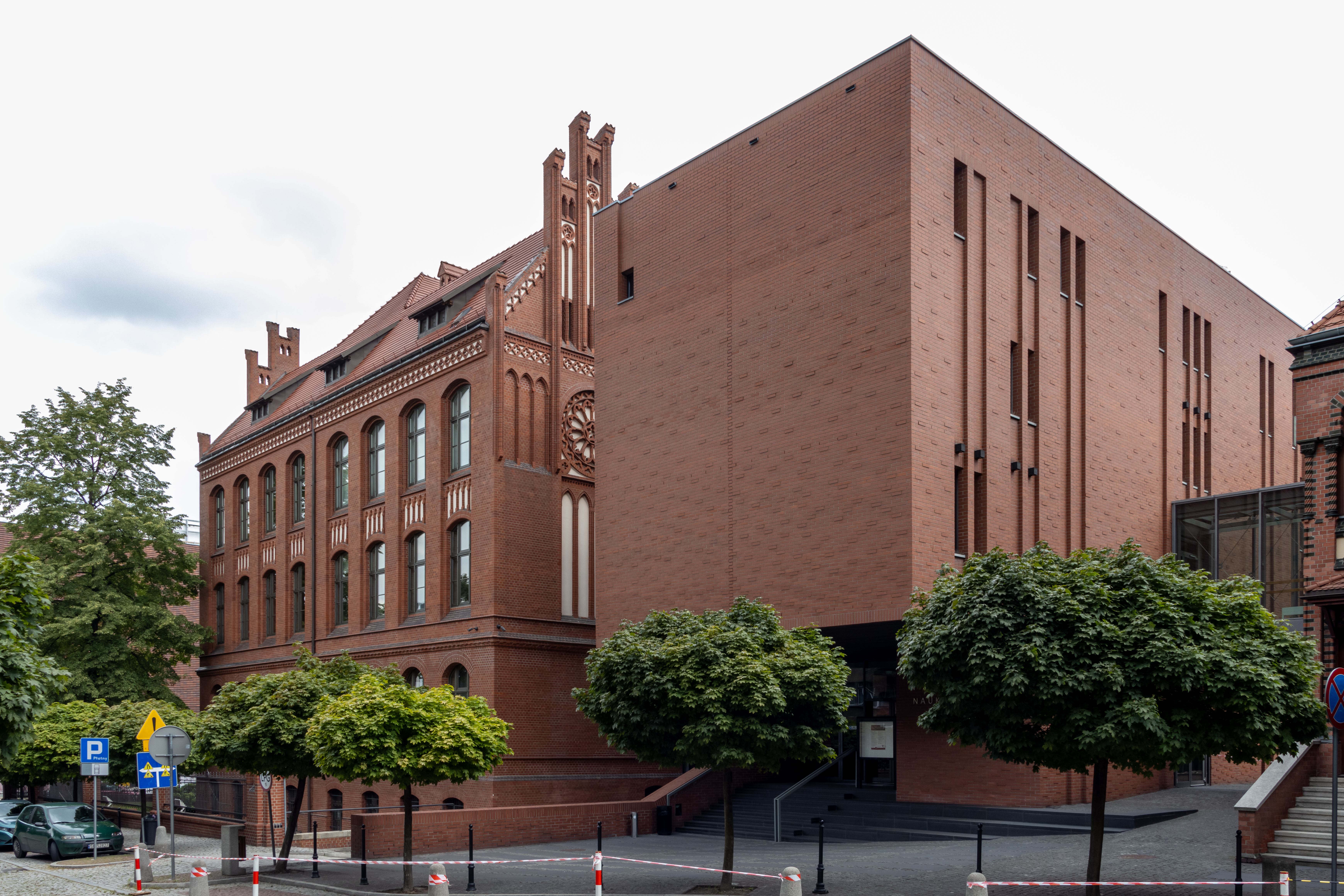
„Symfonia” od strony ulicy Zacisze (2024)
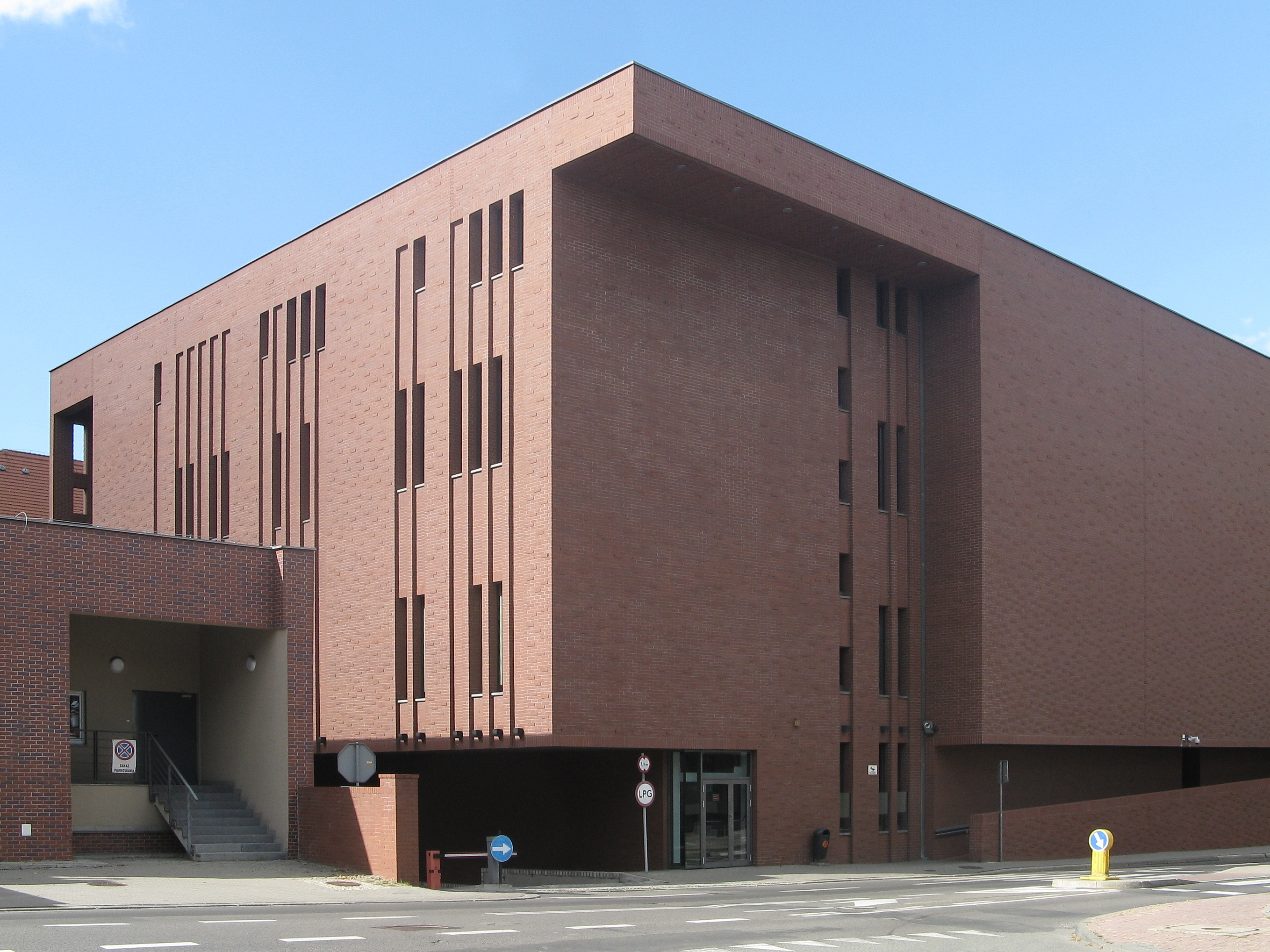
Fragment elewacji „Symfonii” od strony ulicy K. Damrota (2018)

## Nagrody i wyróżnienia
- Grand Prix konkursu Architektura Roku Województwa Śląskiego (2008)[1][11],
- Najlepsza Przestrzeń Publiczna Województwa Śląskiego w kategorii Modernizacja (2008)[1][5],
- Nagroda Roku SARP 2007 za najlepszy zrealizowany obiekt[1][12],
- Nagroda SARP za najlepszy obiekt wzniesiony ze środków publicznych (2007)[1][12],
- Nagroda dla Przyjaznej Przestrzeni Publicznej na XXIII Kongresie UIA w Turynie[1],
- Nominacja do Nagrody Mies van der Rohe[1],
- Wyróżnienie tytułem Highly Commended konkursu European Commercial Property Awards w kategorii Public Service[1],
- Nagroda I stopnia Ministra Infrastruktury za wybitne osiągnięcia twórcze w dziedzinie Architektury i Budownictwa (2008)[1].